# Condado de Tallahatchie (Misisipi)
El condado de Tallahatchie (en inglés, Tallahatchie County) es un condado del estado de Misisipi, Estados Unidos. Según el censo de 2020, tiene una población de 12 715 habitantes.
Las sedes del condado son Charleston y Summer.

## Geografía
Según la Oficina del Censo, el condado tiene un área total de 1689 km², de la cual 1672 km² es tierra y 17 km² es agua.

## Demografía
En el 2000, los ingresos promedio de los hogares del condado eran de $ 22,229 y los ingresos promedio de las familias eran de $26,509. Los ingresos per cápita para el condado eran de $10,749. Los hombres tenían un ingreso per cápita de $24,766 frente a $18,972 para las mujeres. Alrededor del 32.20% de la población estaba bajo el umbral de pobreza nacional.
De acuerdo con la estimación 2015-2019 de la Oficina del Censo, los ingresos promedio de los hogares del condado son de $ 29,864 y los ingresos promedio de las familias son de $39,185. Los ingresos per cápita de los últimos doce meses, medidos en dólares de 2019, son de $16,742. Alrededor del 31.7% de la población está bajo el umbral de pobreza nacional.
Según el censo de 2020, el 58.62% de los habitantes del condado son afroamericanos, el 39.55% son blancos, el 0.13% son amerindios, el 0.08% son asiáticos, el 0.02% son isleños del Pacífico, el 0.13% son de otras razas y el 1.45% son de una mezcla de razas. Del total de la población, el 3.34% son hispanos o latinos de cualquier raza.

## Condados adyacentes
- Condado de Quitman (norte)
- Condado de Panola (noreste)
- Condado de Yalobusha (este)
- Condado de Grenada (sureste)
- Condado de Leflore (sur)
- Condado de Sunflower (suroeste)
- Condado de Coahoma (noroeste)

## Localidades
Ciudades
- Charleston

Pueblos
- Sumner
- Tutwiler
- Webb

Villas
- Glendora

Áreas no incorporadas
- Brazil
- Cascilla
- Enid
- Leverett
- Paynes
- Philipp
- Swan Lake
- Tippo
- Vance (parte)

## Principales carreteras
- U.S. Highway 49
- Carretera 3
- Carretera 8
- Carretera 32
- Carretera 35